# Ceratizit Pro Cycling Team
Il Ceratizit Pro Cycling Team, già WNT Rotor, è una squadra femminile tedesca di ciclismo su strada con licenza di UCI Women's WorldTeam.
Fondata nel 2014 a Sheffield, nel Regno Unito, dal 2017 la squadra è attiva come formazione professionistica con licenza UCI. Dal 2019 ha sede a Kempten, in Baviera, ed è guidata dal manager francese Claude Sun e dal direttore sportivo Dirk Baldinger. Nelle stagioni di attività ha ottenuto successi in gare del calendario Women's World Tour con Kirsten Wild, vincitrice della Driedaagse Brugge-De Panne e della Gand-Wevelgem nel 2019, con Lisa Brennauer, vincitrice della Madrid Challenge by La Vuelta nel 2019 e nel 2020, e con Cédrine Kerbaol, miglior giovane al Tour de France 2023 e prima in una tappa nell'edizione 2024. Dal 2025 detiene licenza di Women's WorldTeam.

## Cronistoria

### Annuario
| Anno | Codice | Nome                           | Cat.  | Biciclette  | Dirigenza |
| ---- | ------ | ------------------------------ | ----- | ----------- | --- |
| 2014 | -      | Team WNT                       | élite |             | |
| 2015 | -      | Team WNT                       | élite |             | |
| 2016 | -      | Team WNT                       | élite |             | |
| 2017 | WNT    | Team WNT Pro Cycling           | WT    | Specialized | Manager: Tony Pennington Dir. sportivi: Graeme Herd, Mark Holt, Lukas Kleinhans, James McCallum, Claude Sun, Jessie Walker, Mark Young |
| 2018 | WNT    | WNT Rotor Pro Cycling Team     | WT    | Specialized | Manager: Tony Pennington Dir. sportivi: Dirk Baldinger, Bernhard Baldinger, Roman Entensperger, Claude Sun                             |
| 2019 | WNT    | WNT Rotor Pro Cycling Team     | WT    | Orbea       | Manager: Claude Sun Dir. sportivi: Dirk Baldinger, Bernhard Baldinger, Sebastian Nittke, Kim Palmer, Claude Sun                        |
| 2020 | WNT    | Ceratizit-WNT Pro Cycling Team | WT    | Orbea       | Manager: Claude Sun Dir. sportivi: Dirk Baldinger, Bernhard Baldinger, Sebastian Nittke, Carmen Small, Claude Sun                      |
| 2021 | WNT    | Ceratizit-WNT Pro Cycling Team | CTW   | Orbea       | Manager: Claude Sun Dir. sportivi: Dirk Baldinger, Bernhard Baldinger, Sebastian Nittke, Steven Sergeant, Claude Sun                   |
| 2022 | WNT    | Ceratizit-WNT Pro Cycling Team | CTW   | Orbea       | Manager: Claude Sun Dir. sportivi: Dirk Baldinger, Bernhard Baldinger, Sebastian Nittke, Steffen Radochla, Steven Sergeant             |
| 2023 | WNT    | Ceratizit-WNT Pro Cycling Team | CTW   | Orbea       | Manager: Claude Sun Dir. sportivi: Dirk Baldinger, Bernhard Baldinger, Fortunato Lacquaniti, Steffen Radochla, Steven Sergeant         |
| 2024 | WNT    | Ceratizit-WNT Pro Cycling Team | CTW   | Orbea       | Manager: Claude Sun Dir. sportivi: Dirk Baldinger, Fortunato Lacquaniti, Claude Sun                                                    |
| 2025 | CTC    | Ceratizit Pro Cycling Team     | WTW   | Orbea       | Manager: Claude Sun Dir. sportivi: Dirk Baldinger, Marcello Albasini, Fortunato Lacquaniti                                             |

## Palmarès
Aggiornato al 31 dicembre 2024.

### Grandi Giri
- Giro d'Italia

Partecipazioni: 4 (2019, 2020, 2021, 2022)
Vittorie di tappa: 0
Vittorie finali: 0
Altre classifiche: 1
2019: Squadre
- Tour de France

Partecipazioni: 3 (2022, 2023, 2024)
Vittorie di tappa: 1
2024: 1 (Cédrine Kerbaol)
Vittorie finali: 0
Altre classifiche: 1
2023: Giovani (Cédrine Kerbaol)
- Vuelta a España

Partecipazioni: 0

### Campionati nazionali Elite
- Campionati francesi: 1

In linea: 2023 (Cédrine Kerbaol)
- Campionati irlandesi: 1

In linea: 2017 (Lydia Boylan)
- Campionati polacchi: 1

Cronometro: 2024 (Marta Jaskulska)
- Campionati tedeschi: 5

In linea: 2019, 2020, 2021 (Lisa Brennauer)
Cronometro: 2021, 2022 (Lisa Brennauer)

## Organico 2025
Aggiornato al 1º febbraio 2025.

### Staff tecnico
|  | Naz.                | Ruolo | Sportivo             |  |  |  |
|  | ------------------- | ----- | -------------------- |  |  |  |
|  | Francia (bandiera)  | GM    | Claude Sun           |  |  |  |
|  | Germania (bandiera) | DS    | Dirk Baldinger       |  |  |  |
|  | Svizzera (bandiera) | DS    | Marcello Albasini    |  |  |  |
|  | Italia (bandiera)   | DS    | Fortunato Lacquaniti |  |  |  |

### Rosa
|  | Naz.                   |  | Sportivo          | Anno |  |  |
|  | ---------------------- |  | ----------------- | ---- |  |  |
|  | Spagna (bandiera)      |  | Sandra Alonso     | 1998 |  |  |
|  | Germania (bandiera)    |  | Franziska Brauße  | 1998 |  |  |
|  | Rep. Ceca (bandiera)   |  | Kristýna Burlová  | 2002 |  |  |
|  | Germania (bandiera)    |  | Lana Eberle       | 2003 |  |  |
|  | Italia (bandiera)      |  | Sara Fiorin       | 2003 |  |  |
|  | Afghanistan (bandiera) |  | Fariba Hashimi    | 2003 |  |  |
|  | Paesi Bassi (bandiera) |  | Daniek Hengeveld  | 2002 |  |  |
|  | Polonia (bandiera)     |  | Marta Jaskulska   | 2000 |  |  |
|  | Francia (bandiera)     |  | Célia Le Mouel    | 2000 |  |  |
|  | Francia (bandiera)     |  | Dilyxine Miermont | 2000 |  |  |
|  | Canada (bandiera)      |  | Sarah Van Dam     | 2001 |  |  |
|  | Paesi Bassi (bandiera) |  | Mylène de Zoete   | 1999 |  |  |
|  | Ungheria (bandiera)    |  | Petra Zsankó      | 2001 |  |  |